# Delphinium basalticum
Delphinium basalticum là một loài thực vật có hoa trong họ Mao lương. Loài này được M.J.Warnock mô tả khoa học đầu tiên năm 1995.